# Municipio de Elgin (condado de Plymouth)
El municipio de Elgin (en inglés: Elgin Township) es un municipio ubicado en el condado de Plymouth en el estado estadounidense de Iowa. En el año 2010 tenía una población de 448 habitantes y una densidad poblacional de 4,79 personas por km².

## Geografía
El municipio de Elgin se encuentra ubicado en las coordenadas 42°51′57″N 96°9′17″O / 42.86583, -96.15472. Según la Oficina del Censo de los Estados Unidos, el municipio tiene una superficie total de 93.53 km², de la cual 93,53 km² corresponden a tierra firme y (0 %) 0 km² es agua.

## Demografía
Según el censo de 2010, había 448 personas residiendo en el municipio de Elgin. La densidad de población era de 4,79 hab./km². De los 448 habitantes, el municipio de Elgin estaba compuesto por el 95,98 % blancos, el 0,22 % eran asiáticos, el 2,46 % eran de otras razas y el 1,34 % eran de una mezcla de razas. Del total de la población el 4,24 % eran hispanos o latinos de cualquier raza.